# برام بيبر
أبراهام «برام» بيبر (13 فبراير 1940 - 20 أغسطس 2022)، هو عالم اجتماع وسياسي هولندي من حزب العمال. شغل منصب عمدة مدينة روتردام (1982-1998)، ومنصب وزير الداخلية (1998-2000).